# Іваньківська сільська рада (Липовецький район)
| Іваньківська сільська рада — орган місцевого самоврядування у Липовецькому районі Вінницької області з адміністративним центром у c. Іваньки. Сільській раді підпорядковані населені пункти: - c. Іваньки - с. Пісочин |

## Склад ради
Рада складається з 12 депутатів та голови.

## Керівний склад сільської ради
| ПІБ                      | Основні відомості                                                                                         | Дата обрання | Дата звільнення |
| ------------------------ | --- | ------------ | --------------- |
| Бартош Людмила Василівна | Сільський голова, 1954 року народження, освіта, Всеукраїнське об'єднання «Батьківщина»                    | 26.03.2006   | 17.03.2009      |
| Дорош Тетяна Анатоліївна | Сільський голова, 1962 року народження, освіта, Всеукраїнське об'єднання «Батьківщина»                    | 02.08.2009   | 31.10.2010      |
| Дорош Тетяна Анатоліївна | Сільський голова, 1962 року народження, освіта середня спеціальна, Всеукраїнське об'єднання «Батьківщина» | 31.10.2010   |                 |

Примітка: таблиця складена за даними джерела